# Isao Sasaki
Isao Sasaki (jap. ささき いさお / 佐々木功 Sasaki Isao; ur. 16 maja 1942) – japoński seiyū i piosenkarz. Jego muzykę najczęściej można spotkać w serialach telewizyjnych typu tokusatsu. Podkładał m.in. głos Jasonowi w anime Załogi G oraz jest wykonawcą czołówki do anime Generał Daimos (1978–1979).

## Nagrody
- Piąta edycja Seiyū Awards: Merit Awards – nagroda za zasługi (za wieloletnią działalność artystyczną, za wniesiony wkład w różnych rodzajach prac, szczególnie zagranicznych)[1]

## Wybrana filmografia
- Kamen Rider ZO jako Doktor Mochizuki
- Tajemnicze Złote Miasta jako Mendoza
- Załogi G jako Jason